# Coeloides hummeli
Coeloides hummeli är en stekelart som beskrevs av Josef Fahringer 1934. Coeloides hummeli ingår i släktet Coeloides och familjen bracksteklar. Inga underarter finns listade i Catalogue of Life.